# Albert Saský (filozof)
Albert Saský (latinsky: Albertus de Saxonia; asi 1320 Bahrdorf – 8. července 1390 Halberstadt) byl německý scholastický filozof. Zasáhl především do vývoje logiky a fyziky.

## Život
Studoval na pražské Karlově univerzitě a na pařížské Sorbonně, kde byl žákem Jeana Buridana, a kde byl pak v letech 1351 až 1362 profesorem, roku 1353 rektorem. V roce 1362 se vydal na dvůr papeže Urbana V. do Avignonu jako vyslanec rakouského vévody Rudolfa IV., aby vyjednal založení Vídeňské univerzity. Jednání byla úspěšná a Albert se v roce 1365 stal prvním rektorem této nové univerzity. Od roku 1366 až do své smrti byl biskupem v Halberstadtu. V této funkci se spojil s Magnusem II. Brunšvicko-Lüneburským proti Gerhardovi z Bergu, biskupovi z Hildesheimu, načež byl Gerhardem zajat v bitvě u Dinckleru v roce 1367.

## Dílo
Přispěl k šíření buridanovského nominalismu po celé střední Evropě a v Itálii. Podobně jako Buridan i Albert kombinoval kritickou analýzu jazyka s epistemologickým pragmatismem. Albertova práce v logice také ukazuje silný vliv Villiama Ockhama, přijal jeho koncepci univerzálií, kategorií i jeho teorii předpokladů. Jeho objemná sbírka Sofismata (napsaná kolem roku 1359) systematizovala středověkou výrokovou logiku a anticipovala objev kvantifikátorů.  Udělal krok vpřed v teorii logické dedukce. Definoval 254 logických paradoxů.
Zasáhl i do vývoje fyziky, kde položil základy teorie setrvačnosti. Zabýval se hydrostatikou a zkoumal mechanický pohyb. Rozvíjel Buridanovo učení o "impetu" a snažil se určit množství pohybu letící střely podle tloušťky dřevěných desek, které střela prorazí. V traktátu O nebi zkoumal volný pád tělesa a došel k mylnému závěru, že rychlost pádu je úměrná dráze. Věřil, že všechna tělesa padají k zemi stejnou rychlostí, a v této souvislosti použil jako první pojem hmotnost. Při svých úvahách o středu Země a středu světa se dotkl teorie gravitace. 
V jeho době byl nejvíce čten a oceňován jeho komentář k Aristotelově Fyzice, jehož rukopisy se dochovaly i v Praze. Věnoval se i etice a matematice. Přestože v Paříži studoval i teologii (studia nedokončil), nedochoval se žádný jeho teologický spis.